# Rasheim Wright
Pour les articles homonymes, voir Wright.
Rasheim Wright, né le 21 juillet 1981, à Philadelphie, en Pennsylvanie, est un joueur américain naturalisé Jordanien de basket-ball. Il évolue au poste d'arrière.

## Palmarès
- 3e du championnat d'Asie 2009
- Finaliste du championnat d'Asie 2011
- Coupe William Jones 2007
- Coupe Stanković des champions continentaux 2008
- Coupe arabe des clubs champions 2008
- Champion de Jordanie 2009